# Sengkuang (Seluma Selatan)
Sengkuang is een bestuurslaag in het regentschap Seluma van de provincie Bengkulu, Indonesië. Sengkuang telt 740 inwoners (volkstelling 2010).